# Диференцијал (механика)
У аутомобилима и осталим возилима на точковима, диференцијал је уређај, који се најчешће састоји од зупчаника, који омогућава да се сваки погонски точак обрће различитим брзинама, док у исте доводи подједнак обртни момент.

## Сврха
Точкови возила обрћу се различитим брзинама, посебно при скретању. Диференцијал је дизајниран да погони пар точкова једнаком силом, док им истовремено, омогућава да се крећу различитим брзинама. У возилима без диференцијала, као што су картинг возила, оба погонска точка се морају обртати истим брзинама, најчешће око заједничке осовине, коју погони једноставни моторни механизам. При скретању, унутрашњи точак прелази краћу удаљеност од спољашњег точка, што узрукује обртање унутрашњег точка и/или вучење спољашњег точка. Резултат је отежано и непредвидиво контролисање возила, оштећење на гумама, друму итд.